# إينا تاكوشي
إينا تاكوشي (باليابانية: 竹内愛奈) هي لاعبة هوكي الجليد يابانية، ولدت في 16 أغسطس 1991 في موساشينو في اليابان.

## وصلات خارجية
- إينا تاكوشي على موقع EliteProspects.com (الإنجليزية)
- إينا تاكوشي على موقع Eurohockey.com (الإنجليزية)
- إينا تاكوشي على موقع HockeyDB.com (الإنجليزية)
- إينا تاكوشي على موقع اللجنة الأولمبية الدولية (الإنجليزية)
- إينا تاكوشي على موقع أوليمبيديا (الإنجليزية)